# Kōji Maeda
Kōji Maeda (jap. 前田浩二 Maeda Kōji; ur. 3 lutego 1969) – japoński piłkarz występujący na pozycji obrońcy.

## Kariera piłkarska
Od 1991 do 2004 roku występował w klubach Gamba Osaka, Sagan Tosu, Avispa Fukuoka, Yokohama Flügels, Júbilo Iwata, FC Tokyo, Vissel Kobe i Volca Kagoshima.

## Kariera trenerska
Po zakończeniu piłkarskiej kariery pracował jako trener w Avispa Fukuoka i Gainare Tottori.